# Roș Pina
Rosh Pina (ebraică ראש פינה „piatră unghiulară”, „piatră din capul unghiului”, (figurat) „bază; grafieri alternative: Rosh Pina, Rosh Pinah) este o localitate din  Galileea superioară, în districtul de nord al Israelului. A fost fondată în 1882 de treizeci de familii emigrate din Moinești.

## Istorie
În momentul înființării ei în 1878 sub numele de Geoni (în apropierea satului arab Al-Ja'una), localitatea s-a aflat pe teritoriul Imperiului Otoman și a reprezentat prima așezare agricolă din istoria modernă a Israelului. Primii fondatori ai satului, pe atunci Geoni, erau evrei religioși din Tzfat (Safed).
În 1882, după Congresul sionist de la Focșani, 1881, Moșe David Iancovici s-a ocupat de organizarea emigrării a 30 de familii de evrei din Moinești, care își exprimaseră dorința de a-l urma în strămutarea în Palestina. Împuternicit de aceste familii, Iancovici s-a prezentat la „haham bași” (șef-rabinul Imperiului Otoman) din Constantinopol, rabinul Moshe Halevy, pentru a-i cere sprijinul la obținerea permisului de stabilire în Palestina. Halevy i-a mijlocit o întrevedere cu ministrul Elias, care era totodată medicul sultanului. Ministrul l-a sfătuit pe Iancovici să nu depună cerere oficială, ci să cumpere teren în Palestina cu banii lui, iar el, Elias, s-a oferit să convingă sultanul să scutească emigranții, în primii ani, de plata impozitului.
Iancovici-Șhub a ajuns la Tzfat, in Palestina, și a început să caute terenuri. În locul numit astăzi Rosh Pina a găsit satul evreiesc abandonat Geoni,ale carui terenuri erau scoase la vânzare. După trei ani de secetă, rămăseseră în sat  doar trei familii. Din zona bogată în izvoare, se vede culmea înzăpezită a muntelui Hermon. Moshe David Shub a descris familiilor moineștene regiunea care se aseamănă cu unele ținuturi românești și a cerut autorizația de achiziționare a terenurilor. Evreii moineșteni l-au delegat pe David Bucșester să vadă și el locul și să ajute la luarea unei decizii. Iancovici și Bucșester au cumpărat pământul, iar familiile de emigranți au plecat în Palestina.
44 de familii, împreună cu familia lui Iancovici, adică David Shub (a cărui fiică nou născută, i-a murit pe drum) și familia cumnatului său, Mordechai Bernstein, s-au îmbarcat la Galați pe vaporul Thetis, și anume 22 de familii din Moinești, 10 familii din Bârlad, 8 familii din Galați și o familie din Focșani, în total 228 de suflete.
O parte din familii, îndeosebi cele din Moinești, conduse de David Shub și Mordechai Bernstein, au ajuns la pământurile cumpărate și au fondat satul Rosh Pina. Alte familii, în speciale cele din Galați, au fondat mai târziu satul Zihron Iaakov (astăzi oraș).

## Poziția geografică
Coordonate: latitudine 32° 58' nord, longitudine 35° 31' est.
Roș Pina se află situată la nord de Lacul Ghenezaret (Kineret), la circa doi kilometri de orașul Țfat (Safed), la 420 metri deasupra nivelului mării. La nord de Rosh Pina se află lacul Hula. Până în anii '50, zona era mlăștinoasă.
În apropiere, la sud, se află locurile istorice ale orașului Tiberias și ruinele de la Capernaum (Kfar Nahum). Spre est se întinde regiunea Platoul Golan.

## Situația demografică
În 2006, populația era de circa 2500 de locuitori, preponderent evrei. În 1948, populația număra 346 de locuitori.